# Pomocnik Historyczny
Pomocnik Historyczny – dodatek do polskiego tygodnika „Polityka” wydawany od 2006. Ukazuje się kilkakrotnie w roku, a każdy numer poświęcony jest osobnemu tematowi historycznemu. Publikują w nim dziennikarze pracujący dla tygodnika i specjaliści z danych dziedzin.
Tytuły numerów z roku 2021:
- 33 wielkie władczynie Europy
- Dzieje na Jedwabnym Szlaku
- Piękna epoka. Historia XIX w.
- Operacja Barbarossa
- Dzieje Niemców
- Dekada Gierka
- Windsorowie
- Polacy i Ukraińcy